# Episodi di The 100 (settima stagione)
La settima e ultima stagione della serie televisiva The 100, composta da sedici episodi, viene trasmessa negli Stati Uniti dall'emittente The CW dal 20 maggio al 30 settembre 2020.
In Italia la stagione è stata trasmessa dal 26 ottobre 2020 all'8 febbraio 2021 su Premium Action. In chiaro verrà trasmessa sul 20 dal 25 agosto 2021 nel day-time.
La stagione è stata pubblicata su Netflix il 1º dicembre 2021.
I maggiori antagonisti di questa stagione sono Russell Lightbourne/Sheidheda e i discepoli del pianeta Bardo: Bill Cadogan, Anders e i loro sudditi.
| nº | Titolo originale       | Titolo italiano              | Prima TV USA      | Prima TV Italia  |
| -- | ---------------------- | ---------------------------- | ----------------- | ---------------- |
| 1  | From the Ashes         | Dalle ceneri                 | 20 maggio 2020    | 26 ottobre 2020  |
| 2  | The Garden             | Il giardino                  | 27 maggio 2020    | 2 novembre 2020  |
| 3  | False Gods             | Falsi dei                    | 3 giugno 2020     | 9 novembre 2020  |
| 4  | Hesperides             | Tradimenti                   | 10 giugno 2020    | 16 novembre 2020 |
| 5  | Welcome to Bardo       | Benvenuti a Bardo            | 17 giugno 2020    | 23 novembre 2020 |
| 6  | Nakara                 | Nakara                       | 24 giugno 2020    | 30 novembre 2020 |
| 7  | The Queen's Gambit     | Il gambetto di donna         | 1º luglio 2020    | 7 dicembre 2020  |
| 8  | Anaconda               | Anaconda                     | 8 luglio 2020     | 14 dicembre 2020 |
| 9  | The Flock              | Il gregge                    | 15 luglio 2020    | 21 dicembre 2020 |
| 10 | A Little Sacrifice     | Un piccolo sacrificio        | 5 agosto 2020     | 28 dicembre 2020 |
| 11 | Etherea                | Etherea                      | 12 agosto 2020    | 4 gennaio 2021   |
| 12 | The Stranger           | Lo straniero                 | 19 agosto 2020    | 11 gennaio 2021  |
| 13 | Blood Giant            | All'ultimo sangue            | 9 settembre 2020  | 18 gennaio 2021  |
| 14 | A Sort of Homecoming   | Una specie di ritorno a casa | 16 settembre 2020 | 25 gennaio 2021  |
| 15 | The Dying of the Light | La morte della luce          | 23 settembre 2020 | 1º febbraio 2021 |
| 16 | The Last War           | L'ultima guerra              | 30 settembre 2020 | 8 febbraio 2021  |

## Dalle ceneri
- Titolo originale: From the Ashes
- Diretto da: Ed Fraiman
- Scritto da: Jason Rothenberg

### Trama
Dopo la sparizione di Octavia, Bellamy viene catturato da figure invisibili mentre Hope mostra di aver perso la memoria. Gabriel, Hope ed Echo inseguono i rapitori di Bellamy; dopo aver sperimentato un'allucinazione di Roan e della vera Echo, Echo uccide i tre rapitori che si dimostrano essere umani da un altro pianeta chiamato Bardo. Mentre l'Anomalia si chiude, Gabriel, Echo ed Hope scelgono di entrare per trovare Bellamy. 
Con le varie fazioni che ora vivono insieme a Sanctum, la tensione cresce, particolarmente con i Figli di Gabriel che richiedono la morte di Russell mentre Murphy è divorato dal senso di colpa per il suo ruolo nella morte di Abby e Madi continua a sperimentare ricordi da uno o più Comandanti. 
Un depresso e suicida Russell distrugge il drive mentale di Priya e sprona Clarke a giustiziarlo; dopo che Clarke fa svenire Russell, questi viene salutato da Sheidheda nello spazio mentale, nel quale si era scaricato quando la Fiamma è stata distrutta. Il Comandante Oscuro uccide Russell e resuscita nel suo corpo. Inconsapevole di ciò, Clarke brucia il palazzo di Sanctum e annuncia un nuovo inizio per Sanctum e che "Russell" sarà giustiziato il giorno seguente per i suoi crimini.
- Guest star: Adina Porter (Indra), Jarod Joseph (Nathan Miller), Luisa d'Oliveira (Emori), Sachin Sahel (Eric Jackson), Tati Gabrielle (Gaia), Zach McGowan (Roan), Jessica Harmon (Niylah), Lola Flanery (Madi Griffin), Sean Maguire (Russell Lightbourne I), Lee Majdoub (Nelson), Alaina Huffman (Nikki), Chad Rook (Hatch).
- Altri interpreti: Dakota Daulby (Sheidheda), Karen Holness (Blythe Ann), Dean Marshall (Jae), Milli Wilkinson (Echo).
- Ascolti USA: telespettatori 0.80 milioni - rating 18-49 anni 0.2%[3]

## Il giardino
- Titolo originale: The Garden
- Diretto da: Dean White
- Scritto da: Jeff Vlaming

### Trama
Durante alcuni flashback, Octavia arriva a Skyring attraverso l'anomalia e scopre da Diyoza che la donna è lì da già tre mesi ed è in procinto di partorire. Con il braccio pienamente guarito al suo arrivo, Octavia forma una famiglia con Diyoza e Hope nei seguenti dieci anni. Per sei anni, Octavia prova a ritornare attraverso l'anomalia a Sanctum, ma fallisce. Dopo essersi arresa, Octavia manda un messaggio in una bottiglia a Bellamy attraverso l'anomalia e si dedica alla vita su Skyring. Tuttavia, il suo messaggio viene intercettato dai discepoli su Bardo che catturano Octavia e Diyoza, mentre Hope riesce a nascondersi. Nel presente, Hope, Gabriel ed Echo arrivano a Skyring con i ricordi di Hope ripristinati. I tre provano a seguire i discepoli a Bardo, ma il codice per colpa dell'acqua è sparito dal biglietto di Hope. Il gruppo viene a conoscenza che i discepoli hanno trasformato il posto in una prigione per i non credenti che sono posti lì in esilio per vari anni. Gabriel ritrova il corpo di Colin, uno scienziato della Eligius III, e realizza che Skyring è in realtà il Pianeta Beta della missione, suggerendo che Bardo sia un altro pianeta Eligius e che i discepoli sono discendenti di altri colonizzatori. Hope spiega di aver iniettato ad Octavia un localizzatore per mandarla attraverso l'anomalia; una registrazione di Becca rivela che la dilatazione del tempo viene causata dalla lontananza rispetto ad un buco nero. Anche se Gabriel, attraverso il drive mentale di Colin, vede il codice per raggiungere Bardo, un prigioniero distrugge il dispositivo prima che il gruppo possa impararlo. 
- Guest star: Ivana Miličević (Charmaine Diyoza), Erica Cerra (Becca Franco).
- Altri interpreti: Darren Moore (Orlando), Nevis Unipan (Hope di 10 anni), Amber Taylor (Hope di 6 anni), Elizabeth Truman (Hope da neonata).
- Ascolti USA: telespettatori 0.76 milioni - rating 18-49 anni 0.2%[4]

## Falsi dei
- Titolo originale: False Gods
- Diretto da: Tim Scanlan
- Scritto da: Kim Shumway

### Trama
Mentre la sua esecuzione si avvicina, Sheidheda manipola la situazione in modo che ucciderlo creerà un martire e porterà i suoi fedeli a distruggere Sanctum. Indra e Clarke decidono di non uccidere Russell per evitare ulteriori sommosse. 
Allo stesso tempo, mentre prova ad aggiustare il reattore di Sanctum, James Crockett innesca accidentalmente un meltdown nucleare. Le radiazioni iniziano ad aumentare rapidamente e James muore.
Dopo che Gaia rivela la verità sulla Fiamma, molti del popolo Wonkru abbandonano la causa, costringendo Raven a rivolgersi ai prigionieri dell'Eligius per aiuto. 
Hatch, un ex rapinatore di banche, e altri tre prigionieri si offrono volontari accanto a Murphy ed Emori, il cui sangue nero offre loro protezione, per aggiustare il nucleo. Tuttavia, l'esposizione alle radiazioni si rivela fatale per i prigionieri, costringendo Raven a mentire per convincerli a riparare il sistema di raffreddamento in tempo. Con l'aiuto di Murphy, Hatch è in grado di completare il lavoro all'ultimo secondo possibile prima di morire per l'esposizione alle radiazioni. Raven dopo la morte dei prigionieri viene picchiata dalla fidanzata di Hatch che vuole ucciderla, la salvano dalla rabbia furente Murphy ed Emori. Lei piange disperata perché si sente in colpa. 
Clarke dice a Gaia: Ho paura che combattere è ciò che siamo... 
- Guest star: Adina Porter (Indra), Jarod Joseph (Nathan Miller), Luisa d'Oliveira (Emori), Sachin Sahel (Eric Jackson), Tati Gabrielle (Gaia), Lee Majdoub (Nelson), Alaina Huffman (Nikki), Chad Rook (Hatch).
- Altri interpreti: Karen Holness (Blythe Ann), Tom Stevens (Trey), Dean Marshall (Jae), Camden Filtness (James), Parmiss Sehat (Cora), Eanna O'Dowd (Tobin), Xavier De Guzman (Guerriero), Britt Irvin (Alyssa).
- Ascolti USA: telespettatori 0.71 milioni - rating 18-49 anni 0.2%[5]

## Tradimenti
- Titolo originale: Hesperides
- Diretto da: Diana Valentine
- Scritto da: Sean Crouch

### Trama
Continuano i flashback, un paio di mesi dopo il rapimento di Octavia e Diyoza, Dev, un prigioniero dei Discepoli, arriva a Skyring e forma un legame con Hope: i due pianificano di tendere un'imboscata ai Discepoli quando ritorneranno tra 10 anni per poter raggiungere Bardo e salvare Octavia e Diyoza. Tuttavia, il piano va male e Dev viene ucciso, costringendo Hope a continuare da sola. Nel presente, Gabriel, Echo e Hope sono costretti ad aspettare il ritorno dei Discepoli scoprendo che essi sono divisi in caste e adorano un certo Pastore come divinità che li ha salvati dalla distruzione della Terra. Il prigioniero che si trova lì in isolamento, Orlando, li addestra, permettendo loro di tendere un'imboscata ai Discepoli cinque anni dopo, ma Echo rifiuta di fidarsi ulteriormente di Orlando e lo abbandona a Skyring; Orlando successivamente si suicida. A Sanctum, Raven, perseguitata dalle morti che ha causato, studia l'armatura di un Discepolo che Echo aveva ucciso, scoprendo che l'Anomalia è un wormhole. I Discepoli chiedono la resa di Clarke, dichiarando che lei possiede la chiave per vincere "la guerra che porrà fine a tutte le guerre". Raven salva i suoi amici usando l'armatura del Discepolo e porta Clarke, Jordan, Niylah e Miller attraverso l'Anomalia per cercare i loro amici scomparsi; Gaia rimane dietro ma viene attaccata da un Discepolo sopravvissuto che disattiva la Pietra dell'Anomalia e trascina Gaia con sé. Clarke e gli altri arrivano su un pianeta ghiacciato senza alcun segno di una Pietra dell'Anomalia che può permettere loro di andarsene.
- Guest star: Jarod Joseph (Nathan Miller), Sachin Sahel (Eric Jackson), Tati Gabrielle (Gaia), Jessica Harmon (Niylah), Chad Rook (Hatch), Darren Moore (Orlando).
- Altri interpreti: Nevis Unipan (Hope di 10 anni), Kamran Fulleylove (Dev), Josh Blacker (Capitano Meredith), David Benedict Brown (Contadino).
- Ascolti USA: telespettatori 0.63 milioni - rating 18-49 anni 0.2%[6]

## Benvenuti a Bardo
- Titolo originale: Welcome to Bardo
- Diretto da: Ian Samoil
- Scritto da: Drew Lindo

### Trama
In dei flashback vediamo che, a Bardo, i ricordi di Octavia vengono scansionati da Levitt, un Discepolo scienziato compassionevole che si interessa alla ragazza. Dopo 11 giorni (che per Hope sono in realtà più di 10 anni) la figlia di Diyoza arriva sul pianeta per salvare Octavia e rispedirla a Sanctum, riuscendo nell'impresa grazie all'aiuto di Levitt, il quale spiega che solamente con il casco si può evitare di perdere la memoria nel passaggio tra i due mondi. Catturata in un tentativo di salvare sua madre, Hope aiuta con riluttanza Anders a far ritornare Octavia a Bardo per ulteriori interrogazioni, iniettandole un localizzatore che la spinge nell'Anomalia. Quando Bellamy viene catturato e portato a Bardo sottomette i suoi assalitori e prova a salvare sua sorella; tuttavia, un Discepolo attiva un'esplosione uccidendo apparentemente Bellamy, che sparisce.
Nel presente, Echo, Hope e Gabriel arrivano a Bardo e, ascoltando uno dei sermoni di Anders, scoprono che i Discepoli arrivarono lì portati da un Pastore attraverso un'Anomalia presente sul pianeta Terra. I 3 riescono a salvare Octavia ma successivamente Echo perde la testa dopo aver saputo dell'apparente morte di Bellamy. 
A Sanctum, i seguaci di Russell provano a forzare il suo rilascio e il tentativo di Murphy di placare gli animi nelle sembianze di Daniel Primo mette solamente a rischio la sua vita. Sheidheda calma i credenti, ma questo comportamento fa capire ad Indra la sua vera identità. Non potendo al momento uccidere Sheidheda, Indra fa rimuovere il Mind Drive di Russell da Jackson in modo tale che il Comandante Oscuro non potrà mai più resuscitarsi.
- Guest star: Adina Porter (Indra), Luisa d'Oliveira (Emori), Sachin Sahel (Eric Jackson), Lee Majdoub (Nelson), Jonathan Scarfe (Padre Credente), Jason Diaz (Levitt), Neal McDonough (Anders).
- Altri interpreti: Karen Holness (Blythe Ann Workman), Dean Marshall (Jae Workman), Tom Stevens (Trey), Miles Chalmers (Zev), Amber Taylor (Hope bambina), Josh Blacker (Capitano Meredith), Kyle Warren (Kirsch), Xavier de Guzman (Soldato), Adam Lolacher (Jeremiah), Max Archibald (Bambino Credente).
- Ascolti USA: telespettatori 0.68 milioni - rating 18-49 anni 0.2%[7]

## Nakara
- Titolo originale: Nakara
- Diretto da: PJ Pesce
- Scritto da: Erica Meredith

### Trama
A Bardo, Diyoza fugge dai suoi rapitori e si riunisce con Hope, Echo, Octavia e Gabriel; con la stanza della Pietra pesantemente sorvegliata, Levitt dice al gruppo di dirigersi sulla superficie del pianeta. Tuttavia, Gabriel non è disposto a correre il rischio e schianta gli altri prima di arrendersi ai Discepoli. 
A Nakara, il gruppo di Clarke scopre che i Discepoli usano il pianeta come un cimitero per i loro morti e cercano di raggiungere la Pietra dell'Anomalia che si trova dentro una creatura gigante; dopo aver affrontato grandi pericoli il gruppo riesce a raggiungerla e si fa strada verso Bardo. Prima di andarsene, Miller e Niylah vedono un telo che suggerisce un collegamento tra i Discepoli e la setta apocalittica della Seconda Alba che costruì il bunker sulla Terra. A Sanctum, le armi dei Wonkru vengono rubate, probabilmente dai prigionieri Eligius, mentre Sheidheda inizia a manipolare Nelson per ottenere potere. Indra prova a far diventare Madi nuovamente la Comandante, ma lei alla fine è troppo spaventata. Seguendo il suggerimento di Murphy ed Emori, Indra riunisce i Wonkru per affrontare le crescenti minacce sotto la sua leadership. 
- Guest star: Adina Porter (Indra), Jarod Joseph (Miller), Luisa d'Oliveira (Emori), Sachin Sahel (Jackson), Ivana Miličević (Diyoza), Jessica Harmon (Niylah), Lola Flannery (Madi), Lee Majdoub (Nelson), Jason Diaz (Levitt), Alaina Huffman (Nikki).
- Altri interpreti: Malcolm Masters (Conduttore Cornett), Jason Bell (Scar), Luc Roderique (Penn), Adam Lolacher (Jeremiah), Xavier de Guzman (Knight), Kyle Warren (Kirsch), Max Montesi (Lindo), Patrick Keating (Giardiniere), Dylan Kingwell (Luca), Josh Collins (Otis), Sean Quan (Rex), Wyatt Cameron (Guardia), Phillip Keohavong (Discepolo).
- Ascolti USA: telespettatori 0.57 milioni - rating 18-49 anni 0.1%[8]

## Il gambetto di donna
- Titolo originale: The Queen's Gambit
- Diretto da: Lindsey Morgan
- Scritto da: Miranda Kwok

### Trama
A Sanctum, Sheidheda sfida Murphy ad una partita di scacchi, facendo intendere che sta per succedere qualcosa di orribile e offrendosi di rivelare informazioni a Murphy se dovesse vincere; ciò si dimostra essere una distrazione per non permettere ad Emori di avere il supporto Murphy nella sua iniziativa, ossia una cerimonia per riunire i Figli di Gabriel con le loro famiglie; dopo che il padre di Nelson lo attacca, lui uccide l'uomo e si unisce come capo dei Figli di Gabriel ai prigionieri Eligius nel prendere il comando di Sanctum. Quando Nelson prova ad uccidere Emori, Nikki dichiara che prima devono fare delle richieste. 
A Bardo, Gabriel accetta di entrare nella squadra che studia la Pietra dell'Anomalia. Echo capisce che i Discepoli stanno provando a reclutarli per l'imminente guerra. Il gruppo di Clarke arriva a Bardo tre mesi dopo l'arrivo di quello di Echo, e Gabriel rivela dell'apparente morte di Bellamy ad una scioccata Clarke. Con Clarke a Bardo, Anders risveglia il Pastore dalla stasi per annunciargli l'arrivo della chiave. Il Pastore viene rivelato essere Bill Cadogan, fondatore e leader della setta della Seconda Alba. 
- Guest star: Jarod Joseph (Miller), Luisa d'Oliveira (Emori), Sachin Sahel (Jackson), Ivana Miličević (Diyoza), Jessica Harmon (Niylah), Lola Flanery (Madi), Lee Majdoub (Nelson), Jason Diaz (Levitt), Alaina Huffman (Nikki), John Pyper-Ferguson (Bill Cadogan), Neal McDonough (Anders).
- Altri interpreti: Adam Lolacher (Jeremiah), Miles Chalmers (Zev), Stephanie Izsak (Hayden), Britt Irvin (Alyssa), Yee Jee Tso (Cameron), Deni DeLory (Paula), Michael Benyaer (Zahir), Dylan Kingwell (Luca), Chris Bradford (Padre di Luca), Leah Hennessey (Madre di Luca), Sean Quan (Rex).
- Ascolti USA: telespettatori 0.64 milioni - rating 18-49 anni 0.1%[9]

## Anaconda
- Titolo originale: Anaconda
- Diretto da: Ed Fraiman
- Scritto da: Jason Rothenberg

### Trama
In dei flashback, l'ex moglie di Cadogan e la figlia Callie, che ha creato la lingua dei terrestri da bambina, scappano nel bunker della Seconda Alba durante un lancio di missili sulla Terra e il successivo disastro nucleare. Avendo scoperto la Pietra dell'Anomalia sotto il Tempio del Sole a Machu Picchu, Cadogan si concentra solamente sull'aprire una porta in un altro mondo piuttosto che trovare un modo per ritornare ad abitare in superficie sul pianeta. Due anni dopo, Becca arriva da Polaris e cura segretamente Tristan, un giovane cultista esposto alle radiazioni, con il Sanguenero. Usando la Fiamma, Becca riesce ad aprire il portale per un altro mondo, ma insiste nell'usare il Sanguenero, provocando l'irritazione crescente di Cadogan. Più tardi, Becca scopre una combinazione che le fa vedere ciò che lei chiama il Giorno del Giudizio, la vera fine della razza umana che arriverrà se Cadogan dovesse continuare ad usare la Pietra. Imperterrito, Cadogan la fa rinchiudere e poi la brucia al rogo una volta scoperto l'esistenza di un'I.A., la Fiamma, nel cervello della donna. Tuttavia, Callie ruba la Fiamma a suo fratello Reese e scappa dal bunker per reinsediare la superficie con persone che ha convinto a prendere il Sanguenero e seguirla. La madre di Callie viene bandita per averla aiutata mentre Reese e Tristan, entrambi Sanguenero, promettono a Bill di inseguirla per recuperare la Fiamma. Cadogan porta i rimanenti seguaci a Bardo. Nel presente, il Pastore chiede a Clarke se la mente di sua figlia Callie sia ancora dentro quella che loro chiamano la Chiave: Clarke risponde affermativamente ma non è disposta a continuare a discutere prima di aver visto i suoi amici. Cadogan ordina di portare dentro nella stanza Octavia, Diyoza ed Echo, le quali sembrano essere state sottoposte ad un lavaggio del cervello dai Discepoli. 
- Guest star: Jarod Joseph (Miller), Ivana Miličević (Diyoza), Erica Cerra (Becca Franco), Jessica Harmon (Niylah), Iola Evans (Callie Cadogan), Adain Bradley (Reese Cadogan), Leo Howard (August), Craig Arnold (Tristan), Crystal Balint (Grace Cadogan), John Pyper-Ferguson (Bill Cadogan), Neal McDonough (Anders).
- Altri interpreti: Nicole Muñoz (Lucy), Christin Park (Eriko), Kathleen Duborg (mamma di August), Chris Robson (papà di August), Theresa Wong (mamma di Eriko), C. Douglas Quan (papà di Eriko), Stephanie Izsak (Hayden), Yee Jee Tso (Cameron).
- Ascolti USA: telespettatori 0.67 milioni - rating 18-49 anni 0.2%[10]

## Il gregge
- Titolo originale: The Flock
- Diretto da: Amyn Kaderali
- Scritto da: Alyssa Clark

### Trama
Negli ultimi tre mesi, a Bardo, Echo, Octavia, Diyoza ed Hope vengono introdotte allo stile di vita dei Discepoli e sottoposte a duri allenamenti; Octavia inizia una relazione romantica con Levitt mentre Hope è l'unica a non dedicarsi alla causa e all'imminente ultima guerra e perciò viene condannata a 5 anni di prigionia su Skyring, su suggerimento di Echo. 
Nel presente, a Sanctum, Nikki chiede la resa di Murphy, Sheidheda e Raven in 20 minuti altrimenti inizierà ad uccidere ostaggi; Murphy e Indra, riluttanti, formano un'alleanza con il Comandante Oscuro che indica loro un tunnel segreto per sorprendere la donna. Nelson costringe Murphy ed Emori ad ammettere la verità sulle loro identità e anche Sheidheda fa lo stesso; quando Nikki si prepara ad uccidere Emori dato che Raven non appare, Murphy, tentando di salvare la sua ragazza, ammette di essere stato lui a suggerire di usare i prigionieri per sistemare il reattore e prova a calmarla, guadagnando abbastanza tempo per l'arrivo dei Wonkru, che costringono Nikki e Nelson ad arrendersi. Con la verità della morte di Russell rivelata, Indra rinchiude Sheidheda con molti degli arrabbiati cittadini di Sanctum, ma il Comandante Oscuro li massacra tutti. Sheidheda dichiara che la sua battaglia è appena iniziata così Knight e un'altra guardia Wonkru si inginocchiano.
- Guest star: Adina Porter (Indra), Luisa d'Oliveira (Emori), Sachin Sahel (Jackson), Ivana Miličević (Diyoza), Lola Flanery (Madi), Lee Majdoub (Nelson), Jason Diaz (Levitt), Alaina Huffman (Nikki), Neal McDonough (Anders).
- Altri interpreti: Adam Lolacher (Jeremiah), Miles Chalmers (Zev), Xavier de Guzman (Knight), Britt Irvin (Alyssa), Luc Roderique (Penn) Sean Quan (Rex), Leah Hennessey (madre di Luca), Chris Bradford (padre di Luca), Alex Barima (Kwame), Julie Lynn Mortensen (Signora Haggerman), Mat Lo (Discepolo Infermiera), Vera Frederickson (Kim), Marcello Guedes (Sean).
- Ascolti USA: telespettatori 0.61 milioni - rating 18-49 anni 0.2%[11]

## Un piccolo sacrificio
- Titolo originale: A Little Sacrifice
- Diretto da: Sherwin Shilati
- Scritto da: Nikki Goldwaser

### Trama
Echo, Octavia e Diyoza hanno finto di stare dalla parte dei Discepoli. Cadogan mostra a Gabriel, Niylah e Jordan dei registri lasciati dai Bardoani nativi che probabilmente descrivono lo stesso effetto che ha sperimentato Becca quando ha inserito l'ultimo codice nella Pietra dell'Anomalia; secondo l'interpretazione di Bill i diari lasciano intendere che la vittoria nell'ultima guerra porterà al raggiungimento della trascendenza, la fonte del sistema di fede dei Discepoli, mentre Jordan crede che la lingua è stata mal tradotta e la guerra è in realtà un test per determinare il destino del genere umano. I Discepoli hanno bisogno della Chiave per determinare il codice da inserire e dare inizio a tutto ma non sanno che la Fiamma non è più nella testa di Clarke. Echo nel frattempo è in procinto di compiere la sua vendetta per la morte di Bellamy intendendo rilasciare l'arma biologica Gen-9 per eliminare tutti i Discepoli. Anche se Echo, grazie a Raven, cambia idea, Hope uccide Anders e prova a rilasciarla; Diyoza si sacrifica per fermare il genocidio e salvare sua figlia e i suoi amici.
A Sanctum, Sheidheda lavora per consolidare la sua posizione, rivelando la sua resurrezione ai Wonkru e sconfiggendo Indra in un combattimento per la leadership del clan, anche se Madi riesce ad accecare il Comandante Oscuro in un occhio. Ricercati da Sheidheda e dai Wonkru, Murphy raduna i sopravvissuti del massacro sotto la sua leadership per nascondersi e prepararsi a combattere contro il regno del Comandante Oscuro.
- Guest star: Adina Porter (Indra), Jarod Joseph (Miller), Luisa d'Oliveira (Emori), Sachin Sahel (Jackson), Ivana Miličević (Diyoza), Jessica Harmon (Niylah), Lola Flanery (Madi), Jason Diaz (Levitt), John Pyper-Ferguson (Cadogan), Neal McDonough (Anders).
- Altri interpreti: Tom Stevens (Trey), Adam Lolacher (Jeremiah), Luc Roderique (Penn), Max Montesi (Lindo), Xavier de Guzman (Knight), Josh Collins (Otis), Sean Quan (Rex), Stephanie Izsak (Hayden), Tina Grant (Conduttore), Leah Hennessey (mamma di Luca), Max Archibald (Lee), Michelle C. Smith (Guardia).
- Ascolti USA: telespettatori 0.47 milioni - rating 18-49 anni 0.1%[12]

## Etherea
- Titolo originale: Etherea
- Diretto da: Aprill Winney
- Scritto da: Jeff Vlaming

### Trama
Mentre tratta un Discepolo per PTSD dall'esplosione che ha apparentemente ucciso Bellamy, Levitt scopre dai suoi ricordi che Bellamy è sopravvissuto e che è stato scagliato attraverso l'Anomalia. In dei flashback, Bellamy e il suo ostaggio Doucette emergono sul pianeta Etherea dove Bellamy cura le ferite dell'altro uomo e insieme formano un'alleanza per raggiungere la Pietra dell'Anomalia che si trova in cima ad una montagna ripida. Durante il loro viaggio, Bellamy scopre che gli abitanti originali del pianeta sono apparentemente trascesi in esseri di luce e, dopo una visione di sua madre e di Bill Cadogan, inizia a credere nella causa dei Discepoli. Bellamy e Doucette viaggiano insieme per oltre due mesi, sopravvivendo ad un'enorme tempesta di neve e ad un'arrampicata pericolosa dove Bellamy sceglie di salvare Doucette rischiando la vita piuttosto che farlo cadere. Dopo aver finalmente raggiunto la Pietra dell'Anomalia, i due uomini sono costretti a fare un salto nel vuoto per raggiungere l'Anomalia che si trova sotto di loro. Emergendo su Bardo, Bellamy si inginocchia a Cadogan e tradisce i suoi amici, rivelando che la Chiave non si trova più nella testa di Clarke ed è stata distrutta. 
- Guest star: Jason Diaz (Levitt), Jonathan Scarfe (Doucette), John Pyper-Ferguson (Cadogan).
- Altri interpreti: Monique Ganderton (Aurora Blake), Sunita Prasad, (Chona) Tina Grant.
- Ascolti USA: telespettatori 0.58 milioni - rating 18-49 anni 0.1%[13]

## Lo straniero
- Titolo originale: The Stranger
- Diretto da: Amanda Row
- Scritto da: Blythe Ann Johnson

### Trama
A Bardo, Bellamy convince Cadogan a risparmiare i suoi amici in cambio del suo aiuto nel trovare e riparare la Fiamma per poi iniziare l'ultima guerra; quando gli altri si rifiutano di aiutare, Bellamy permette che vengano presi i loro ricordi. Clarke alla fine si offre di aiutare il Pastore in cambio della liberazione di tutti i suoi amici; Bill accetta l'accordo ma spedisce tutti eccetto Raven e Gabriel in un pianeta diverso per assicurarsi la collaborazione di Clarke.
A Sanctum, Sheidheda massacra i Figli di Gabriel quando rifiutano di inginocchiarsi, ma Luca sopravvive e viene salvato da Indra. Stabilendosi nell'officina meccanica, Murphy ed Emori lavorano per proteggere i sopravvissuti del massacro precedente; Nikki trova il nascondiglio ma viene catturata e Murphy apparentemente la fa calmare parlando di Hatch. Sheidheda scova il gruppo che si nasconde nel reattore e prende Murphy come suo prigioniero ma Emori minaccia di far esplodere il reattore se dovesse fargli del male, così viene a crearsi una situazione di stallo. Clarke ritorna a Sanctum attraverso la Pietra dell'Anomalia ed è sconvolta da ciò che si trova davanti. 
- Guest star: Adina Porter (Indra), Jarod Joseph (Miller), Luisa d'Oliveira (Emori), Jessica Harmon (Niylah), Lola Flanery (Madi), Lee Majdoub (Nelson), Alaina Huffman (Nikki), Jonathan Scarfe (Doucette), John Pyper-Ferguson (Cadogan).
- Altri interpreti: Tom Stevens (Trey), Xavier de Guzman (Knight), Adam Lolacher (Jeremiah), Max Montesi (Lindo), Josh Collins (Otis), Luc Roderique (Penn), Sean Quan (Rex), Dylan Kingwell (Luca), Sunita Prasad (Shoana), Max Archibald (Lee), Deni DeLory (Paula).
- Ascolti USA: telespettatori 0.54 milioni - rating 18-49 anni 0.1%[14]

## All'ultimo sangue
- Titolo originale: Blood Giant
- Diretto da: Michael Cliett
- Scritto da: Ross Night

### Trama
I Discepoli eliminano le guardie di Sheidheda e feriscono gravemente il Comandante Oscuro; lui ed Indra riescono a fuggire lavorando insieme ma invece di ucciderlo, Indra ordina che Sheidheda venga lasciato a morire. Mentre Clarke è alla ricerca della Fiamma, inizia un'altra eclisse del Sole Rosso ed Emori disattiva gli scudi di Sanctum in modo tale che gli insetti possano attaccare, uccidendo Knight mentre prova ad irrompere nel reattore; la tossina provoca a Gabriel delle allucinazioni di Josephine Lightbourne, la quale esorta l'amore della sua vita ad aggiustare la Fiamma e usarla per salvare l'umanità. Nikki vuole vendicarsi di Raven, ma alla fine decide di lasciarla convivere con ciò che ha fatto. Gabriel inizia ad usare la tecnologia Eligius per riparare la Fiamma, ma cambia idea e la distrugge definitivamente. Prendendo il controllo della situazione, Clarke uccide Doucette e costringe Cadogan ad aprire un ponte per dove ha mandato tutti i suoi amici: vi entrano Jackson, Raven, Gabriel, Madi, Emori, Indra e Murphy. Prima che Clarke attraversi l'anomalia Sheidheda indica a Bellamy il quaderno di Madi, dove vi sono vari disegni della ragazzina che sembrerebbero significare che lei in qualche modo ha ancora dei ricordi della Fiamma, tra cui forse il codice di cui hanno bisogno i Discepoli per iniziare l'ultima guerra. Bellamy rifiuta di arrendersi e di consegnare il quaderno e perciò viene ucciso da Clarke, la quale si ritira nell'Anomalia lasciando a Sanctum il quaderno. 
- Guest star: Adina Porter (Indra), Luisa d'Oliveira (Emori), Sachin Sahel (Jackson), Lola Flanery (Madi), Sara Thompson (Josephine Lightbourne), Alaina Huffman (Nikki), Jonathan Scarfe (Doucette), John Pyper-Ferguson (Cadogan).
- Altri interpreti: Tom Stevens (Trey), Adam Lolacher (Jeremiah), Xavier de Guzman (Knight), Luc Roderique (Penn), Josh Collins (Otis), Jason Cermak (Hull), Elysia Rotaru (Musgrave), Dylan Kingwell (Luca), Sean Quan (Rex), Max Archibald (Lee).
- Ascolti USA: telespettatori 0.59 milioni - rating 18-49 anni 0.2%[15]

## Una specie di ritorno a casa
- Titolo originale: A Sort of Homecoming
- Diretto da: Jessica Harmon
- Scritto da: Sean Crouch

### Trama
Il gruppo di Clarke emerge sulla Terra nel Bunker della Seconda Alba e Cadogan, grazie a delle nanotrasmittenti, disappare subito. Tutti i presenti si ritrovano, compresa Gaia che era stata portata lì durante il precedente scontro con un Discepolo, e Clarke confessa piangendo di aver ucciso Bellamy. Con la Terra che si è rigenerata dal Praimfaya, Clarke distrugge il casco del Discepolo, che avrebbe potuto aiutarli ad andarsene, e decide di stabilirsi lì. Nel gruppo, ognuno si trova in uno stato emotivo differente: Madi è arrabbiata con Clarke per le sue azioni, Miller e Octavia lottano con ciò che hanno fatto in passato nel bunker, Hope e Jordan si avvicinano, Echo piange Bellamy e lega con Niylah, mentre Murphy ed Emori convincono Raven a provare a sistemare il casco del Discepolo per portare gli altri abitanti di Sanctum sulla Terra. A Bardo, Sheidheda fa un patto con Cadogan per governare Sanctum in cambio della rivelazione su chi ha disegnato sul quadernino ed ha quindi dei ricordi della Fiamma: Madi. Il Comandante Oscuro si infiltra nel bunker, ferendo gravemente Gabriel prima di essere costretto a scappare. Gabriel rifiuta le cure mediche e muore in pace; non disposta a far morire qualcun altro per lei, Madi usa la tecnologia dei Discepoli per andare a Bardo. Poco dopo, i Discepoli inviano una bomba attraverso l'Anomalia; anche se l'esplosione viene contenuta, grazie a dei prodigiosi riflessi di Miller, il bunker inizia a collassare. 
- Guest star: Adina Porter (Indra), Luisa d'Oliveira (Emori), Jarod Joseph (Miller), Sachin Sahel (Jackson), Tati Gabrielle (Gaia), Lola Flanery (Madi), Jessica Harmon (Niylah), John Pyper-Ferguson	(Cadogan).
- Ascolti USA: telespettatori 0.63 milioni - rating 18-49 anni 0.2%[16]

## La morte della luce
- Titolo originale: The Dying of the Light
- Diretto da: Ian Samoil
- Scritto da: Kim Shumway

### Trama
Mentre Clarke cerca di fare i conti con quello che è successo, Cadogan scava nella mente di Madi per cercare il codice con l'aiuto di un riluttante Levitt. Levitt alla fine volta le spalle al suo popolo e fa in modo che grazie alle nanotrasmittenti Clarke e Octavia ritornino a Bardo; le due liberano Sheidheda per usarlo come distrazione per i Discepoli e raggiungere indisturbate Madi. Contemporaneamente, Emori viene ferita gravemente dal collasso avvenuto nel corridoio del bunker, costringendo Raven, Murphy e Jackson a cercare disperatamente la Pietra dell'Anomalia per riportare Emori a Sanctum e salvarle la vita. I tre trovano la Pietra sepolta sotto un simbolo Azgeda nel pavimento della sala ricreativa, ma il cuore di Emori si ferma e Jackson è costretto ad eseguire la rianimazione cardiopolmonare. A Bardo, si scopre che Madi ha avuto un ictus irreversibile a causa del M-Cap, lasciandola permanentemente intrappolata nel suo corpo. Prima che Octavia possa ucciderla per pietà, Levitt scopre che Cadogan ha ottenuto il codice dalla sua mente e i tre se ne vanno per fermarlo, lasciando indietro Madi; mentre escono dalla stanza, una lacrima scende dagli occhi della ragazzina.
- Guest star: Adina Porter (Indra), Jarod Joseph (Miller), Luisa d'Oliveira (Emori), Sachin Sahel (Jackson), Tati Gabrielle (Gaia), Lola Flanery (Madi), Jason Diaz (Levitt), John Pyper-Ferguson (Cadogan).
- Altri interpreti: Stefania Indelicato (Joanna), Alex Barima (Kwame).
- Ascolti USA: telespettatori 0.52 milioni - rating 18-49 anni 0.1%[17]

## L'ultima guerra
- Titolo originale: The Last War
- Diretto da: Jason Rothenberg
- Scritto da: Jason Rothenberg

### Trama
Emori muore a causa delle sue ferite, ma Murphy si fa inserire il suo Mind Drive nella sua testa per non perderla. Clarke uccide Cadogan mentre lui stava iniziando il test per trascendere, così lei è costretta a prendere il suo posto; il Giudice le pone varie domande e compatisce Clarke per le scelte che è stata costretta a compiere ma dichiara infine che il test non è stato superato: la razza umana è condannata a estinguersi. Contemporaneamente, Nikki e i prigionieri Eligius salvano gli altri dal bunker e, insieme ai Wonkru, trattengono i Discepoli per dare tempo a Echo e Raven di uccidere il Pastore. Raven scopre da Clarke quel che attende a breve la razza umana ma non si arrende a ciò e decide di entrare nella sfera venutasi a creare dopo l'inserimento del codice; il Giudice, che prende le sembianze di una persona particolarmente importante per l'umano con cui si trova a parlare, crede che l'umanità sia troppo violenta e che meriti l'estinzione. Sheidheda provoca una battaglia, Echo e Levitt vengono feriti mortalmente cercando di fermarla. Indra uccide Sheidheda ed Octavia riesce a far calmare entrambi i lati, dimostrando al Giudice che l'umanità può cambiare: in tale maniera il test viene superato e tutti, tranne Clarke, raggiungono la trascendenza. Clarke ritorna sulla Terra con il cane Picasso, dove il Giudice, nelle sembianze di Lexa, le spiega che, dal momento che ha ucciso Cadogan durante il test, Clarke non potrà mai trascendere. 
Tuttavia, gli amici di Clarke hanno scelto di non lasciarla sola, di ritornare alla loro forma umana e di stabilirsi con lei in pace sulla Terra, nonostante siano consapevoli di essere gli unici individui della razza umana rimasti. 
- Guest star: Alycia Debnam-Carey (il Giudice), Paige Turco (il Giudice), Adina Porter (Indra), Jarod Joseph (Miller), Luisa d'Oliveira (Emori), Sachin Sahel (Jackson), Tati Gabrielle (Gaia), Lola Flanery (Madi), Jessica Harmon (Niylah), Jason Diaz (Levitt), Alaina Huffman (Nikki), Iola Evans (il Giudice), John Pyper-Ferguson (Cadogan).
- Altri interpreti: Max Montesi (Lindo), Luc Roderique (Penn), Alex Barima (Kwame).
- Ascolti USA: telespettatori 0.61 milioni - rating 18-49 anni 0.2%[18]